# Ana Pavlović
Ana Pavlovic (født i Serbien/ Ex-Jugoslavien i 1977 og har boet i Danmark siden 2000). Pavlović blev færdiguddannet fra Det Kongelige Danske Kunstakademi i 2014. I sin kunst beskæftiger hun sig med identitet og kulturelle forskelle i en stærkt globaliseret verden, samt den rolle, fortællingen om “de andre", spiller i vores kollektive bevidsthed. Ana Pavlovics værker har modtaget flere priser og indgår i samlingen på Statens Museum for Kunst. Hun udstiller både i Danmark og i udlandet.

## Kunst og praksis
I sin kunst arbejder Ana Pavlović med flere medier. Både video, lydinstallationer og performance. Hun tager ofte udgangspunkt i sine egne erfaringer som kvindelig migrant, og kobler dem på større fortællinger om migrantkvinders. Gennem samtaler med kvinderne og personlige ejendele såsom breve, fotografier mv. fortæller Pavlović om mindre synlige aspekter af oplevelsen af at migrere som kvinde. Hendes fokus ligger især på de vilkår og oplevelser kvinderne har, når de ankommer og får opholdstilladelse gennem ægteskab.
Pavlović har bl.a. udstillet på Den Frie Udstilling, Tranen, Museum of Contemporary Art Skopje (en) i Nordmakedonien og på Statens Museum for Kunst i København. Hendes videoværker er blevet vist på internationale filmfestivaler som Pravo Ljudski Film Festival (en) i Srebrenica og États généraux du film documentaire (fr) i Lussas (sv). Pavlović har modtaget Statens Kunstfonds arbejdslegat, og hun er repræsenteret i samlingen på SMK.